# Surveyor 4
Surveyor 4 var en obemannad rymdsond från NASA, med uppdrag att landa på och fotografera månen. Den sköts upp från Cape Canaveral, med en Atlas LV-3C Centaur-D, den 14 juli 1967. Strax före landningen förlorade man kontakten med rymdsonden vilket i sin tur ledde till att den kraschade på månen.

### Fotnoter
1. ↑  ”NASA Space Science Data Coordinated Archive” (på engelska). NASA. https://nssdc.gsfc.nasa.gov/nmc/spacecraft/display.action?id=1967-068A. Läst 24 mars 2020.